# The Rutles: All You Need Is Cash
The Rutles: All You Need Is Cash (også kendt som All You Need Is Cash, eller blot The Rutles) er en parodisk fjernsynsdokumentar (mockumentary) fra 1978 bygget på historien om The Beatles' succes fra starten som ukendt rock 'n' roll-band i Hamborg og frem til gruppens opløsning på toppen af karrieren i 1969. Filmen følger popgruppen The Rutles, der er karikeret over The Beatles.
Tv-filmen blev instrueret af den amerikanske filminstruktør Gary Weis sammen med det tidligere Monty Python-medlem Eric Idle. Weiss havde forinden instrueret en række indslag for det amerikanske tv-program vist på Saturday Night Live, der blev vist på den amerikanske tv-kanal NBC.
The Rutles: All You Need Is Cash blev produceret af Lorne Michaels og blev sendt på NBC's tv-netværk den 22. marts 1978, men blev på trods af udsendelse i bedste sendetid en eklatant fiasko og opnåede den tvivlsomme ære at opnå de laveste seertal i den pågældende uge. Fiaskoen medførte, at NBC aflyste en planlagt genudsendelse. Tv-filmen havde dog betydelig større succes, da den blev sendt på engelske BBC Two. Samtidig blev musikken udgivet på et eget soundtrackalbum.
Siden er filmens popularitet vokset, og filmen er udgivet som video og DVD/Blu-Ray. Filmen og musikken har i dag opnået kultstatus.
The Rutles: All You Need Is Cash anses generelt som en af de første mockumentaries.
I sin biografi I Me Mine, kommenterede George Harrison opløsningen af The Beatles med give ros til komikerne i kredsen omkring The Rutles for at have udfyldt tomrummet:
| Citat                                        | They filled that empty space for me; after 1968, 1969, they really kept me going, you know. What should have happened is that the Bonzos and the Beatles should have turned into one great Rutle band with all the Pythons and had a laugh. Instad, we had to laugh on the other side of our face. | Citat |
| George Harrison: I Me Mine (1982), s. 64-65. | |       |

## Tilblivelse
Efter opløsningen af Monty Python's Flying Circus arbejdede Eric Idle på tv-showet Rutland Weekend Television sammen med blandt andre Neil Innes. Innes havde tidligere skrevet materiale og sange til Monty Python og spillede også i bandet The Bonzo Dog Band. Neil Innes' band medvirkede i The Beatles' tv-film Magical Mystery Tour og var sammen med The Bonzo's trommeslager Legs Larry Smith gode venner med ex-Beatlen George Harrison, der også optrådte i Rutland Weekend Television. I en episode af Rutland Weekend Television optrådte bandet The Rutles i en Beatles-parodi med Innes' sang "I Must Be In Love", der var et "spoof" over Lennon/McCartneys "A Hard Day's Night" og "Can't Buy Me Love". Idle og Innes fik i den forbindelse idéen til at lave et spinoff med en tv-film om The Rutles.
I de første sketches for Rutland Weekend Television bestod The Rutles af bandmedlemmene: Ron Nasty (John Lennon), spillet af Neil Innes, Dirk McQuickly (Paul McCartney), spillet af Eric Idle, Barry Wom (Ringo Starr) spillet af John Halsey og Stig O’Hara (George Harrison), spillet af David Battley. Rollen som Stig O’Hara blev i filmen overtaget af af guitaristen Ricky Fataar.
All You Need Is Cash opstod primært som en række sketches, som hver for sig skulle illustrere forskellige episoder ved den fiktive og mislykkede supergruppe The Rutles’ historie, og som fulgte tæt på kronologien i The Beatles' succesfulde karriere. Neil Innes skrev til filmen 19 sange, der hver især ligger meget tæt på eksisterende Beatles-sange.

## Handling
The Rutles med Ron Nasty, Dirk McQuickly, Stig O'Hara og Barry Wom starter karrieren i Hamborg, hvor de befinder sig "far from home and far from talented". Filmen følger gruppens turbulente udvikling med Rutlemania, udgivelse af A Hard Day's Rut, vittige pressekonferencer, eksperimenter med te, deres opsigtsvækkende Sgt Rutter's Only Darts Club Band og frem til den sidste koncert på taget af en bygning i London og efterfølgende udgivelse af det sidste album Let it Rut, hvorefter alle gik hver til sit.
Også The Beatles' presseapparat blev parodieret. Før filmen blev sendt på BBC Two blev der ophængt plakater rundt omkring i London, der kundgjorde, at "The Rutles are Coming" på samme måde som Beatles tidligere skrev "The Beatles are Coming" før koncerter i byen.

## Medvirkende
Filmen har medvirken af flere kendte britiske og amerikanske komikere, de fleste med bånd til Monty Python, Saturday Night Live og til Rutland Weekend Television.
- Eric Idle i rollerne som Dirk McQuickly (medlem af The Rutles), Fortæller samt Stanley J. Krammerhead jr., "lejlighedsvis besøgende gæsteprofessor i anvendt narkotika" ved University of Please Yourself, CA
- John Halsey som Barrington Womble
- Ricky Fataar som Stig O'Hara.
- Neil Innes som Ron Nasty.
- Michael Palin som Eric Manchester, pressetalsmand for Rutle Corp.
- George Harrison som reporter
- Bianca Jagger som Martini McQuickly
- John Belushi som Ron Decline, (verdens mest frygtede empressario)
- Dan Aykroyd som Brian Thigh, (den tidligere pladeproducer, der afslog at tegne kontrakt med The Rutles)
- Gilda Radner som Mrs. Emily Pules
- Bill Murray som Bill Murray the K.
- Gwen Taylor som Mrs. Iris Mountbatten / Chastity (kyskhed).
- Ron Wood som en Hell's Angel.
- Terence Bayler som Leggy Mountbatten.
- Henry Woolf som Arthur Sultan, (mystikeren fra Surrey).
- Ollie Halsall som Leppo, (den "femte Rutle")
- Mick Jagger som sig selv
- Paul Simon som sig selv

## Soundtrack
Sangene i filmen er selvstændige sange, men de fleste komponeret således, at parallelerne til The Beatles "rigtige" sange er tydelige. Enkelte af sangene er komponeret således, at melodien helt eller delvist er baseret på én Beatles-sang, hvorimod teksten er baseret på en anden sang.

### 1978 vinylalbum
Den oprindelige LP udsendt på vinyl i 1978 indeholdt ikke alle sange fra filmen grundet formatets begrænsninger. LP'ens innner sleeve lignede Apple/EMI's "røde" og "blå" opsamlingsalbum fra 1973.
Side 1:
1. "Hold My Hand" (Nasty/McQuickly) - 2:31 (inspireret af "I Wanna Hold Your Hand" (tekst) og "Eight Days A Week"/"All My Loving" (musik))
2. "Number One" (Nasty/McQuickly) - 2:50 (inspireret af "Twist and Shout")
3. "With a Girl Like You" (Nasty/McQuickly) - 1:50 (inspireret af "If I Fell")
4. "I Must Be In Love" (Nasty/McQuickly) - 2:04 (inspireret af "A Hard Day's Night" og "Can't Buy Me Love"
5. "Ouch!" (Nasty/McQuickly) - 1:49 (inspireret af "Help!")
6. "Living in Hope" (Womble) - 2:37 (inspireret af "Don't Pass Me By", samt "Act Naturally" og "Octopus's Garden"
7. "Love Life" (Nasty/McQuickly) - 2:50 (inspireret af "All You Need Is Love")
8. "Nevertheless" (O'Hara) - 1:29 (inspireret af "Within You Without You")

Side 2:
1. "Good Times Roll" (Nasty/McQuickly) - 3:03 (inspireret af "Lucy in the Sky with Diamonds")
2. "Doubleback Alley" (Nasty/McQuickly) - 2:54 (inspireret af "Penny Lane")
3. "Cheese and Onions" (Nasty/McQuickly) - 2:37 (inspireret af "A Day in the Life")
4. "Another Day" (Nasty/McQuickly) - 2:09 (inspireret af "Martha My Dear")
5. "Piggy in the Middle" (Nasty/McQuickly) - 4:07 (inspireret af "I Am the Walrus")
6. "Let's Be Natural" (Nasty/McQuickly) - 3:23 (inspireret af "Dear Prudence")

Albummet modtog positiv kritik og blev en salgssucces. Albummet blev nomineret til en Grammy Award for "The Best Comedy Recording of the Year". Orkestreringen og arrangementerne til samtlige sange blev foretaget af filmkomponisten John Altman.

### 1990 CD genudgivelse
Albummet blev i 1990 genudsendt på CD. CD'en indeholder samtlige sange fra filmen, herunder de sange, der ikke kom med på den oprindelige vinyl-LP fra 1978. Rækkefølgen af sangene blev ændret, således at sangene på CD'en følger kronologien i det "rigtige" udgivelsestidspunkt for sangene i forhold til The Beatles' karriere.
1. "Goose-Step Mama" (Nasty/McQuickly) - 2:18 (ikke på LP)
2. "Number One" (Nasty/McQuickly) - 2:52
3. "Baby Let Me Be" (Nasty/McQuickly) - 1:57 (ikke på LP)
4. "Hold My Hand" (Nasty/McQuickly) - 2:11 (kortere end LP version)
5. "Blue Suede Schubert" (Nasty/McQuickly) - 2:13 (ikke på LP)
6. "I Must Be In Love" (Nasty/McQuickly) - 2:06
7. "With a Girl Like You" (Nasty/McQuickly) - 1:53
8. "Between Us" (Nasty/McQuickly) - 2:03 (ikke på LP)
9. "Living in Hope" (Womble) - 2:39
10. "Ouch!" (Nasty/McQuickly) - 1:52
11. "It's Looking Good" (Nasty/McQuickly) - 2:02 (ikke på LP)
12. "Doubleback Alley" (Nasty/McQuickly) - 2:57
13. "Good Times Roll" (Nasty/McQuickly) - 3:05
14. "Nevertheless" (O'Hara) - 1:29
15. "Love Life" (Nasty/McQuickly) - 2:52
16. "Piggy in the Middle" (Nasty/McQuickly) - 4:11
17. "Another Day" (Nasty/McQuickly) - 2:13
18. "Cheese and Onions" (Nasty/McQuickly) - 2:42
19. "Get Up and Go" (Nasty/McQuickly) - 3:19 (ikke på LP)
20. "Let's Be Natural" (Nasty/McQuickly) - 3:22

Forsanger på alle tracks er Neil Innes, bortset fra: Ollie Halsall på tracks 7, 12, 17 og 19, Rikki Fataar på tracks 5, 8 og 14, og John Halsey på track 9.

## Eksterne links
- Citater fra filmen på engelsk Wikiquote (engelsk)
- The Rutles: All You Need Is Cash på Internet Movie Database (engelsk)
- The Rutles: All You Need Is Cash i Svensk Filmdatabas (svensk)
- The Rutles: All You Need Is Cash på AlloCiné (fransk)
- The Rutles: All You Need Is Cash på MovieMeter (nederlandsk)
- The Rutles: All You Need Is Cash på AllMovie (engelsk)
- The Rutles: All You Need Is Cash hos British Film Institute (engelsk)
- The Rutles: All You Need Is Cash på Turner Classic Movies (engelsk)
- The Rutles: All You Need Is Cash på The Movie Database (engelsk)
- The Rutles: All You Need Is Cash på Rotten Tomatoes (engelsk)
- The Rutles: All You Need Is Cash på Filmaffinity (engelsk)
- Innespiration Arkiveret 26. december 2012 hos  Wayback Machine – The Rutles på Neil Innes' officielle fansite (engelsk)
- All You Need Is Cash on NBC-TV, fansite (engelsk)
- Historien om the Rutles på rutles.org